# 日本教育テレビ (大阪府)
日本教育テレビ（にほんきょういくてれび）は、かつて存在したビデオ映像制作会社。
本社所在地は、大阪府大阪市北区。テレビ朝日の旧社名と同名だが同社との関連は全くない。また、略称もテレビ局の方はNETだが、同社の略称はJETである。

## 概要
- 社名：株式会社 日本教育テレビ
- 本社所在地：大阪府大阪市北区末広町2番5号
- 代表者：前内 隆男
- 創業：1984年9月
- 法人設立：1985年2月20日
- 事業：学校の記念DVD・紹介DVD制作、企業の紹介DVD制作など。

2012年9月14日、大阪地裁において破産手続きの開始決定を受けた。

## 事業所
- 本社：大阪府大阪市北区末広町2番5号
- 支社：愛知県名古屋市中区丸の内一丁目6番12号